# ジャルマチ・オルガ
ジャルマチ・オルガ（Gyarmati Olga、1924年10月5日 - 2013年10月27日）は、ハンガリーの女子元陸上競技選手である。彼女は1948年に開催されたロンドンオリンピックに参加して、走幅跳で金メダルを獲得した。

## 経歴
ジャルマチ・オルガは、1924年にハンガリー第2の都市デブレツェンで生まれた。
彼女は1948年のロンドンオリンピックから、1956年メルボルンオリンピックに至るまで、3回オリンピックに参加し、4つの種目に出場した経験がある。そのうちロンドンオリンピックにおいては、このオリンピックで新規に導入された女子走幅跳で金メダルを獲得し、初代オリンピック女子走幅跳チャンピオンとして名を残すことになった。
晩年はアメリカ合衆国マサチューセッツ州のグリーンフィールドという町に住み、2013年に死去した。

## オリンピックでの成績
| 年   | 大会                   | 場所                         | 種目         | 結果        | 記録   |
| ---- | ---------------------- | ---------------------------- | ------------ | ----------- | ------ |
| 1948 | ロンドンオリンピック   | ロンドン（イギリス）         | 走幅跳       | 1位         | 5.695m |
| 1948 | ロンドンオリンピック   | ロンドン（イギリス）         | 走高跳       | 17位        | 1.40m  |
| 1952 | ヘルシンキオリンピック | ヘルシンキ（フィンランド）   | 走幅跳       | 10位        | 5.67m  |
| 1952 | ヘルシンキオリンピック | ヘルシンキ（フィンランド）   | 200m         | 1次予選敗退 | 25秒5  |
| 1952 | ヘルシンキオリンピック | ヘルシンキ（フィンランド）   | 4x100mリレー | 失格        |        |
| 1956 | メルボルンオリンピック | メルボルン（オーストラリア） | 走幅跳       | 11位        | 5.66m  |